# فرودگاه میلک
فرودگاه میلک (به انگلیسی: Mielec Airport) (به زبان بومی: Port Lotniczy Mielec) یک فرودگاه همگانی مسافربری است که یک باند فرود بتن دارد و طول باند آن ۲۵۰۰ متر است. این فرودگاه در شهر تارنوف کشور لهستان قرار دارد .